# Juan Fernández de Boán
Juan Fernández de Boán (* 1549 im Herrenhaus Pousa de Cacabelos, heute: Pazo San Damián, in der Gemeinde Amoeiro, Provinz Ourense, Spanien; † 9. Oktober 1615 in Sevilla, Spanien) war ein spanischer Jurist, der 1606/1607 vorübergehend als Vizekönig von Peru amtierte.

## Leben
Fernández muss eine juristische Ausbildung in Spanien genossen haben, da er als Richter (Oidor) an der Real Audiencia von Lima tätig war. Nach dem Tod des Vizekönigs Gaspar de Zúñiga y Acevedo im Februar 1606 hatte der dienstälteste Oidor, Diego Núñez de Avendaño, vorübergehend das Amt des Vizekönigs übernommen, doch er starb nach nur drei Monaten im Amt.
So fiel die Verwaltung der südamerikanischen Kolonie an den nächstälteren Richter, Juan Fernández. Er hatte die Position inne, bis am 21. Dezember 1607 der von König Philipp III. bestimmte Nachfolger, Juan Manuel de Mendoza y Luna in Lima eintraf.
Nach Beendigung seiner Amtspflichten an der Real Audiencia kehrte Fernández nach Europa zurück, wo er 1615 in Sevilla starb.